# Thế vận hội Mùa hè 1976
Thế vận hội Mùa hè 1976 (tiếng Pháp: Jeux olympiques d'été de 1976), tên chính thức là Thế vận hội Mùa hè lần thứ XXI (tiếng Pháp: Jeux de la XXIe Olympiade) và được quảng bá chính thức với tên Montréal 1976 (tiếng Pháp: Montréal 1976), là một sự kiện thể thao đa môn mang tầm quốc tế được tổ chức từ ngày 17 tháng 7 đến ngày 1 tháng 8 năm 1976 tại Montreal, tỉnh Quebec, Canada. Montreal giành quyền đăng cai Thế vận hội 1976 tại Phiên họp thứ 69 của Ủy ban Olympic Quốc tế (IOC) diễn ra ở Amsterdam vào ngày 12 tháng 5 năm 1970, vượt qua hai ứng cử viên khác là Moskva và Los Angeles. Đây là kỳ Thế vận hội Mùa hè duy nhất từng được tổ chức tại Canada. Cùng năm đó, Toronto cũng đăng cai Thế vận hội Người khuyết tật Mùa hè 1976 — kỳ Paralympic Mùa hè duy nhất được tổ chức tại Canada. Sau này, Calgary và Vancouver lần lượt đăng cai Thế vận hội Mùa đông vào các năm 1988 và 2010. Đây cũng là kỳ Thế vận hội đầu tiên trong hai kỳ liên tiếp được tổ chức ở Bắc Mỹ, tiếp theo là Thế vận hội Mùa đông 1980 tại Lake Placid.
Có 29 quốc gia, phần lớn ở châu Phi, tẩy chay Thế vận hội Montreal sau khi IOC từ chối cấm New Zealand tham dự. Lý do là đội tuyển bóng bầu dục quốc gia New Zealand đã đến Nam Phi thi đấu vào đầu năm 1976, bất chấp lời kêu gọi tẩy chay thể thao từ Liên Hợp Quốc nhằm phản đối chính sách phân biệt chủng tộc apartheid của Nam Phi. Liên Xô là quốc gia giành được nhiều huy chương vàng và tổng huy chương nhất tại kỳ Thế vận hội này, trong khi khối Đông Âu có tới 7 quốc gia nằm trong top 10 bảng tổng sắp huy chương.

## Lựa chọn thành phố chủ nhà
Cuộc bỏ phiếu diễn ra tại Phiên họp thứ 69 của Ủy ban Olympic Quốc tế (IOC) ở Amsterdam, Hà Lan vào ngày 12 tháng 5 năm 1970. Trong khi Los Angeles và Moskva được xem là hai ứng viên hàng đầu vì đại diện cho hai cường quốc chính của thế giới, nhiều quốc gia nhỏ hơn và trung lập đã ủng hộ Montreal như một kẻ yếu thế và là một địa điểm khá trung lập cho Thế vận hội. Los Angeles bị loại sau vòng bỏ phiếu đầu tiên, và Montreal giành chiến thắng trước Moskva ở vòng hai. Moskva và Los Angeles sau đó lần lượt đăng cai hai kỳ Thế vận hội Mùa hè tiếp theo – năm 1980 và 1984 – đều bị ảnh hưởng bởi các cuộc tẩy chay mang tính chính trị (chẳng hạn như cuộc tẩy chay do Mỹ dẫn đầu nhằm phản đối Liên Xô xâm lược Afghanistan năm 1979). Trong vòng bỏ phiếu cuối cùng có một phiếu trắng được ghi nhận.  Truyền thông nhà nước Liên Xô sau đó đã cáo buộc IOC tham nhũng chính trị sau kết quả bỏ phiếu.
Toronto đã có lần thứ ba nỗ lực xin đăng cai Thế vận hội, nhưng thất bại vì không giành được sự ủng hộ từ Ủy ban Olympic Canada, vốn đã chọn Montreal thay thế.
| Thành phố   | Quốc gia | Vòng 1 | Vòng 2 |
| Montréal    | Canada   | 25     | 41     |
| Moskva      | Liên Xô  | 28     | 28     |
| Los Angeles | Hoa Kỳ   | 17     | -      |

## Các môn thi đấu
Ủy ban chương trình thi đấu của Ủy ban Olympic Quốc tế (IOC) mong muốn giảm số lượng vận động viên tham dự, và một số đề xuất đã được đưa ra cho Ban chấp hành IOC vào ngày 23 tháng 2 năm 1973, tất cả đều được chấp thuận. Môn chèo thuyền là môn duy nhất có số lượng vận động viên tăng lên, và phụ nữ đã được tham gia lần đầu tiên trong lịch sử Thế vận hội. Chương trình Thế vận hội Mùa hè 1976 bao gồm 196 nội dung thi đấu với 198 lễ trao huy chương ở 21 môn thể thao sau đây:
- Thể thao dưới nước
  -  Nhảy cầu (4)

- -  Bơi lội (26)

- -  Bóng nước (1)

- Bắn cung (2)

- Điền kinh (37)

- Bóng rổ (2)

- Quyền Anh (11)

- Canoeing (11)

- Xe đạp

- - Đường trường (2)
  - Đua lòng chảo(4)
- Đua ngựa

- - Dressage (2)
  - Eventing (2)
  - Show jumping (2)
- Đấu kiếm (8)

- Khúc côn cầu trên sân cỏ (1)

- Bóng đá (1)

- Thể dục dụng cụ (14)

- Bóng ném (2)

- Judo (6)

- Năm môn phối hợp hiện đại (2)

- Chèo thuyền (14)

- Thuyền buồm (6)

- Bắn súng (7)

- Bóng chuyền (2)

- Cử tạ (9)

- Vật

- - Tự do (10)
  - Greco-Roman (10)

## Các quốc gia tham dự
Bốn quốc gia lần đầu tiên tham dự Thế vận hội Mùa hè tại Montreal: Andorra (trước đó đã có màn ra mắt Thế vận hội lần đầu tại Thế vận hội Mùa đông ở Innsbruck vài tháng trước), Antigua và Barbuda (với tên gọi Antigua), Quần đảo Cayman và Papua New Guinea.
Con số trong ngoặc đơn biểu thị số vận động viên của mỗi quốc gia tham dự Thế vận hội.
| Các Ủy ban Olympic Quốc gia tham dự |
| --- |
| - Andorra (3) - Antigua và Barbuda (10) - Argentina (69) - Úc (180) - Áo (60) - Bahamas (11) - Barbados (11) - Bỉ (101) - Belize (4) - Bermuda (16) - Bolivia (4) - Brasil (79) - Bulgaria (158) - Cameroon (4)[WD] - Canada (385) (chủ nhà) - Quần đảo Cayman (2) - Chile (7) - Colombia (35) - Costa Rica (5) - Cuba (156) - Tiệp Khắc (163) - Đan Mạch (66) - Cộng hòa Dominica (10) - Ecuador (5) - Ai Cập (26)[WD] - Fiji (2) - Phần Lan (83) - Pháp (206) - Đông Đức (267) - Tây Đức (290) - Anh Quốc (242) - Hy Lạp (36) - Guatemala (28) - Guyana[Note] - Haiti (13) - Honduras (3) - Hồng Kông (25) - Hungary (178) - Iceland (13) - Ấn Độ (26) - Indonesia (7) - Iran (84) - Ireland (44) - Israel (26) - Ý (210) - Bờ Biển Ngà (8) - Jamaica (20) - Nhật Bản (213) - CHDCND Triều Tiên (38) - Hàn Quốc (50) - Kuwait (15) - Liban (3) - Liechtenstein (6) - Luxembourg (8) - Malaysia (23) - México (97) - Mali[Note] - Monaco (8) - Mông Cổ (32) - Maroc (9)[WD] - Nepal (1) - Hà Lan (108) - Antille thuộc Hà Lan (4) - New Zealand (80) - Nicaragua (15) - Na Uy (66) - Pakistan (24) - Panama (8) - Papua New Guinea (6) - Paraguay (4) - Perú (13) - Philippines (14) - Ba Lan (207) - Bồ Đào Nha (19) - Puerto Rico (80) - România (157) - San Marino (10) - Ả Rập Xê Út (14) - Sénégal (21) - Singapore (4) - Liên Xô (410) - Tây Ban Nha (113) - Suriname (3) - Eswatini[Note] - Thụy Điển (116) - Thụy Sĩ (50) - Thái Lan (42) - Trinidad và Tobago (13) - Tunisia (15)[WD] - Thổ Nhĩ Kỳ (27) - Hoa Kỳ (396) - Uruguay (9) - Venezuela (32) - Quần đảo Virgin thuộc Mỹ (21) - Nam Tư (88) ^ WD: Các vận động viên từ Cameroon, Ai Cập, Maroc và Tunisia đã thi đấu trong các ngày 18–20 tháng 7 trước khi các quốc gia này rút khỏi Thế vận hội..^ Note: Các vận động viên từ Guyana, Mali và Swaziland cũng đã tham gia Lễ khai mạc, nhưng sau đó tham gia vào cuộc tẩy chay do Congo lãnh đạo và rút khỏi tất cả các cuộc thi. |

## Bảng tổng sắp huy chương
| Hạng                | NOC                 | Vàng | Bạc | Đồng | Tổng số |
| ------------------- | ------------------- | ---- | --- | ---- | ------- |
| 1                   | Liên Xô             | 49   | 41  | 35   | 125     |
| 2                   | Đông Đức            | 40   | 25  | 25   | 90      |
| 3                   | Hoa Kỳ              | 34   | 35  | 25   | 94      |
| 4                   | Tây Đức             | 10   | 12  | 17   | 39      |
| 5                   | Nhật Bản            | 9    | 6   | 10   | 25      |
| 6                   | Ba Lan              | 7    | 6   | 13   | 26      |
| 7                   | Bulgaria            | 6    | 9   | 7    | 22      |
| 8                   | Cuba                | 6    | 4   | 3    | 13      |
| 9                   | România             | 4    | 9   | 14   | 27      |
| 10                  | Hungary             | 4    | 5   | 13   | 22      |
| 11–41               | Các nước còn lại    | 29   | 47  | 54   | 130     |
| Tổng số (41 đơn vị) | Tổng số (41 đơn vị) | 198  | 199 | 216  | 613     |